# Porricondyla magnifica
Porricondyla magnifica är en tvåvingeart som först beskrevs av Frederick Askew Skuse 1888.  Porricondyla magnifica ingår i släktet Porricondyla och familjen gallmyggor. Inga underarter finns listade i Catalogue of Life.